# (47932) 2000 GN171
(47932) 2000 GN171 est un objet transneptunien du groupe des plutinos.

## Caractéristiques
(47932) 2000 GN171 mesure environ 150 km de diamètre.

## Orbite
L'orbite de 2000 GN171 possède un demi-grand axe de 39,21 ua et une période orbitale d'environ 246 ans. Son périhélie l'amène à 28,285 ua du Soleil et son aphélie l'en éloigne de 50,136 ua. Il s'agit d'un plutino.

## Découverte
(47932) 2000 GN171 a été découvert le 1er avril 2000.